# ラズィーヤ
ジャラーラトゥッディーン・ラズィーヤ（ウルドゥー語: جلالۃ الدین رضیہ, ヒンディー語: जलालत उद-दीन रज़िया, Jalâlat ud-Dîn Raziyâ, 1205年 - 1240年10月13日）は、北インドのデリー・スルターン朝、奴隷王朝の第5代の君主（在位：1236年 - 1240年）。奴隷王朝およびデリー・スルターン朝における唯一の女性君主である。ウルドゥー語風の読みではラズィヤー（ウルドゥー語: رضیہ）となる。

## 生涯

### 即位以前と即位
1229年、父王イルトゥトゥミシュは自身の息子らに王としての見込みがないと考え、娘ながら見込みのあったラズィーヤを後継者に指名し、貴族や神学者（ウラマー）たちにこの指名に賛同するよう促して、1236年4月29日に崩御した。
ところが、イルトゥトゥミシュの崩御に際して、ラズィーヤはその場に居合わせていなかったため、貴族らは臨終の場にいた兄のルクヌッディーン・フィールーズ・シャーを擁立し、継承者であるはずのラズィーヤは退けられた。
だが、フィールーズ・シャーは王座を得るとすぐに快楽にふけるようになり、その生母であるシャー・トゥルカーンの専横ともいえる政治干渉から貴族らの反感を買うようになり、北インド各地で反乱が起こった。
フィールーズ・シャーはデリーから出陣したが、ラズィーヤはこの間にシャー・トゥルカーンから殺害されることを恐れて、金曜礼拝に集まったデリーの人々に援助を求めた。その際、彼女は当時の習慣に従って、不当な扱いを受けた者が身に着ける赤い服を着用し、自分が有能であることを証明する機会を与えてほしいと訴えたとされる。
ラズィーヤの訴えが功を奏し、人々はデリーの王宮を襲い、シャー・トゥルカーンは捕えられた。フィールーズ・シャーは秩序回復のためにデリーへと引き返したが、その指揮下のアミールらにも裏切られ、フィールーズ・シャーも捕えられた。
同年11月9日、ラズィーヤはフィールーズ・シャーの処刑を命じ、その王座を手にした。

### 安定せぬ治世
しかし、ラズィーヤは父王の生前の指名があっても決して安泰ではなく、その王位は強力なチェハルガーニーと呼ばれたトルコ系の貴族の最終的な後押しで得た物であって、その治世はトルコ系貴族との折衝の連続だった。
これらの貴族たちは自分たちの意のままになる傀儡を王位につけようと望んだが、ラズィーヤには政治的軍事的才能があったので、彼らの思い通りにはならなかった。彼女は女性の服装を捨て男装を纏い、顔を覆わずに宮中会議をとりおこなったり、自ら狩りにでていったり、戦場では自ら軍を率いた。またラージプートの勢力を抑えるため、ランタンボールに遠征軍を送り、一時的であったが王国全土を安定させるのに成功した。
ワズィール（宰相）であるニザームル・ムルク・ムハンマド・ジュナイディーはラズィーヤの王位を認めず、他の貴族と味方に付け、反乱を起こした。ラズィーヤはアワドのマリク・ヌスラトゥッディーンの救援を得て、この反乱を鎮圧した。
ラズィーヤは自分に忠実な貴族たちの党派をつくるため、非トルコ系の人間を高い地位に登用しようとした。ラズィーヤが大将軍に起用したのは「ハブシー（アビシニア人）」と通称される東アフリカ沿岸部出身の黒人奴隷、ジャマールッディーン・ヤークートである。だが、これがトルコ系の貴族の間に妬みを買って反発を引き起こした。ラズィーヤは微賎な身分のジャマールッディーンと愛人関係にあると噂された。
1239年から1240年にかけて、北西部のラホールとシルヒンドで反乱が起こったので、ラズィーヤはまずラホールへ向かって自ら遠征軍を率い、反乱側のその地の知事を従わせた。だが、シルヒンドへ向かう途中、遠征軍内部に反乱がおき、ジャマールッディーン・ヤークートが殺され、ラズィーヤはタバルヒンダ（バーテインダ）で捕らわれた。この知らせを聞いたデリーの貴族らは、その弟であるムイズッディーン・バフラーム・シャーを王とした。
しかし、ラズィーヤは最後の賭けに出て、自分を捕らえたマリク・アルトゥーニヤを説き伏せ味方に引き入れて、彼と結婚した。

ラズィーヤのコイン
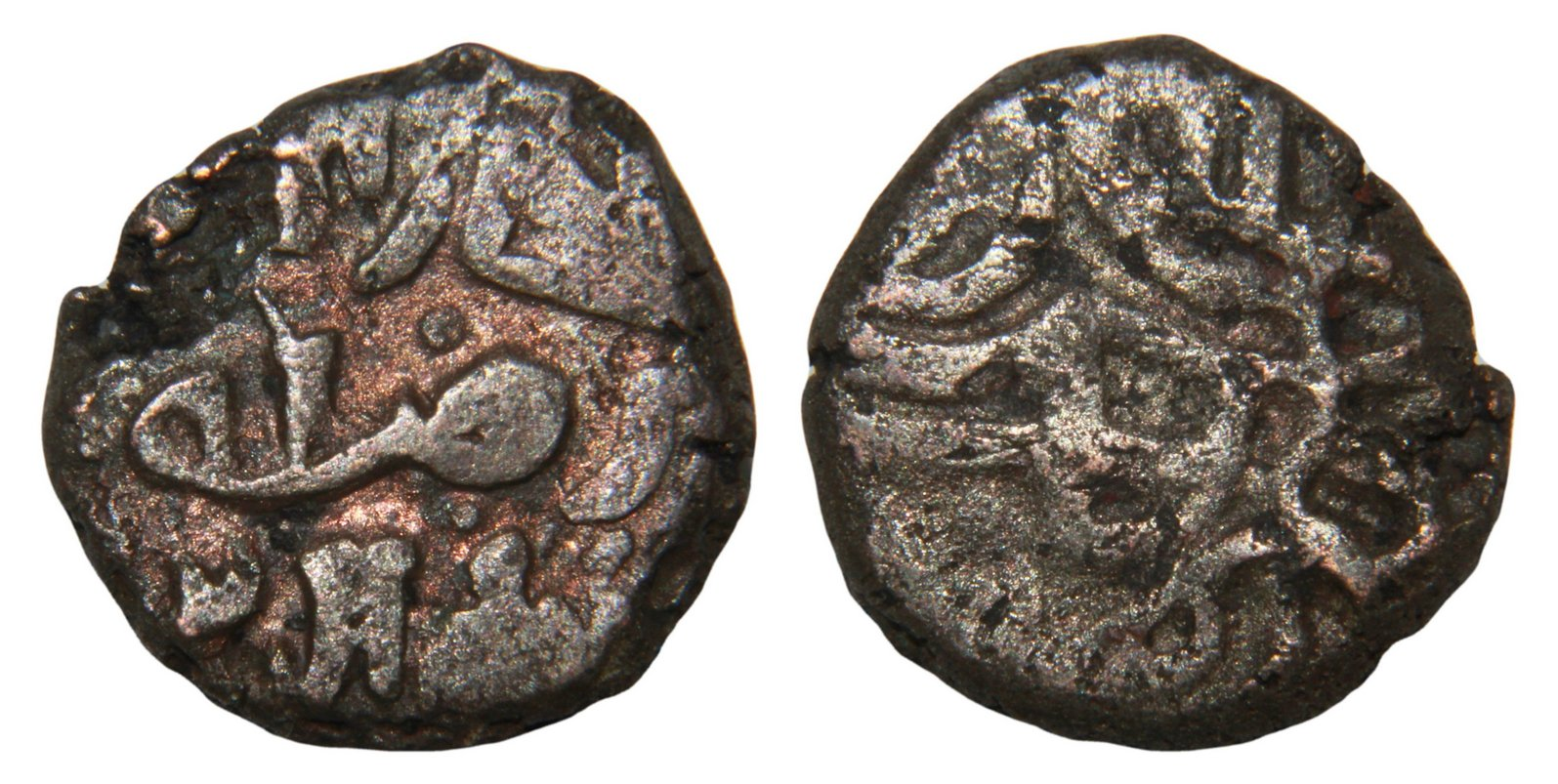
Budayun Type
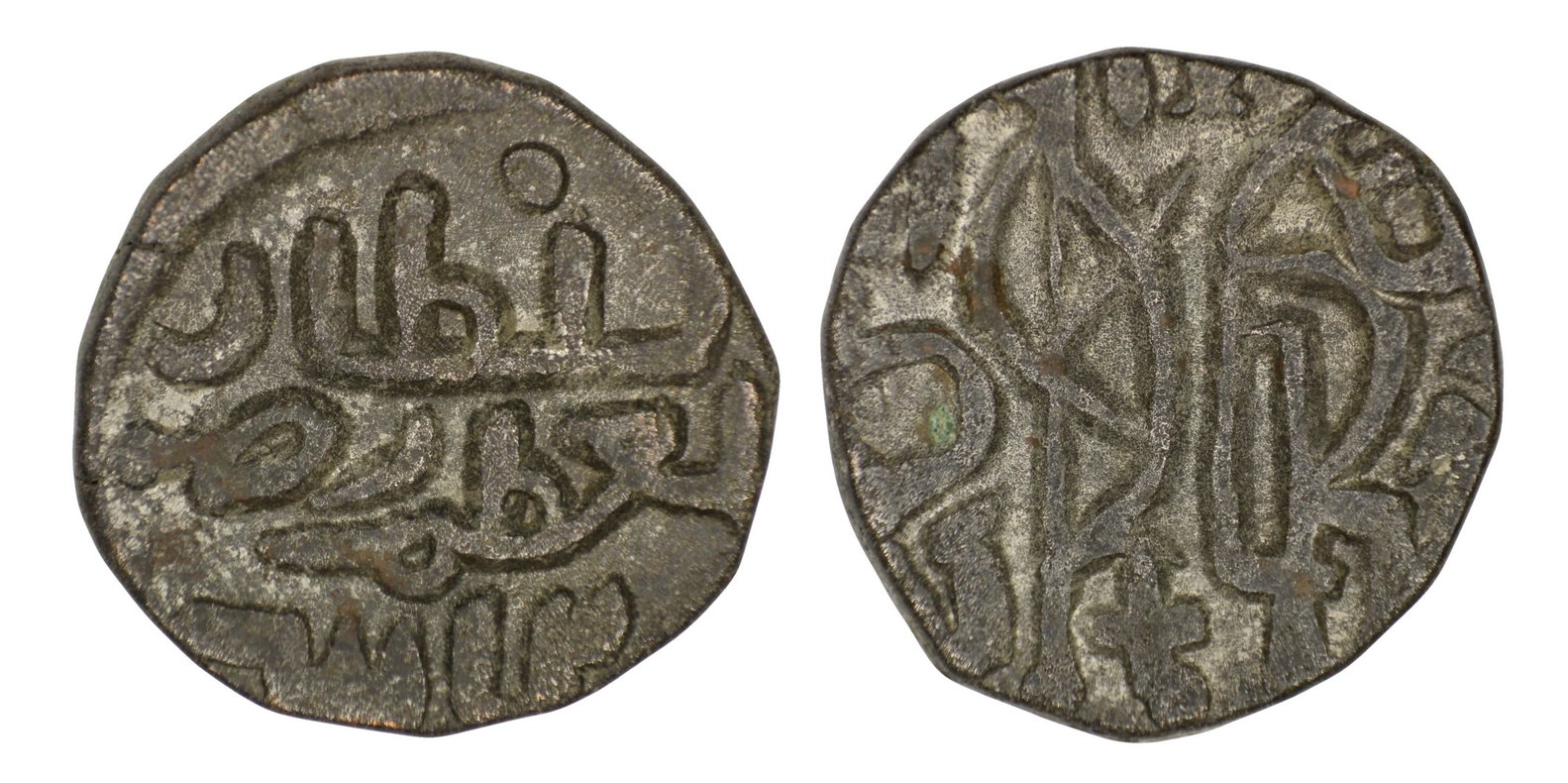
Delhi Type
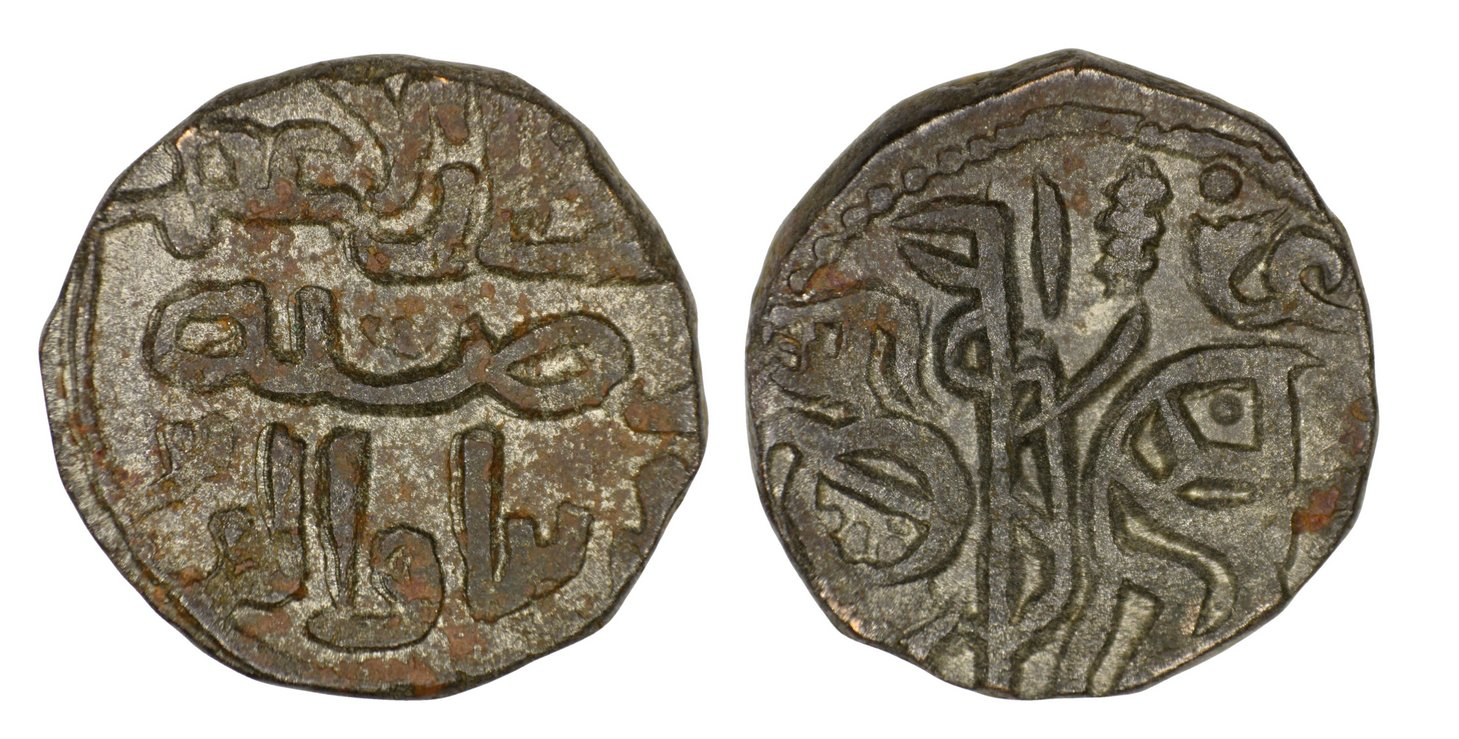
Delhi Type
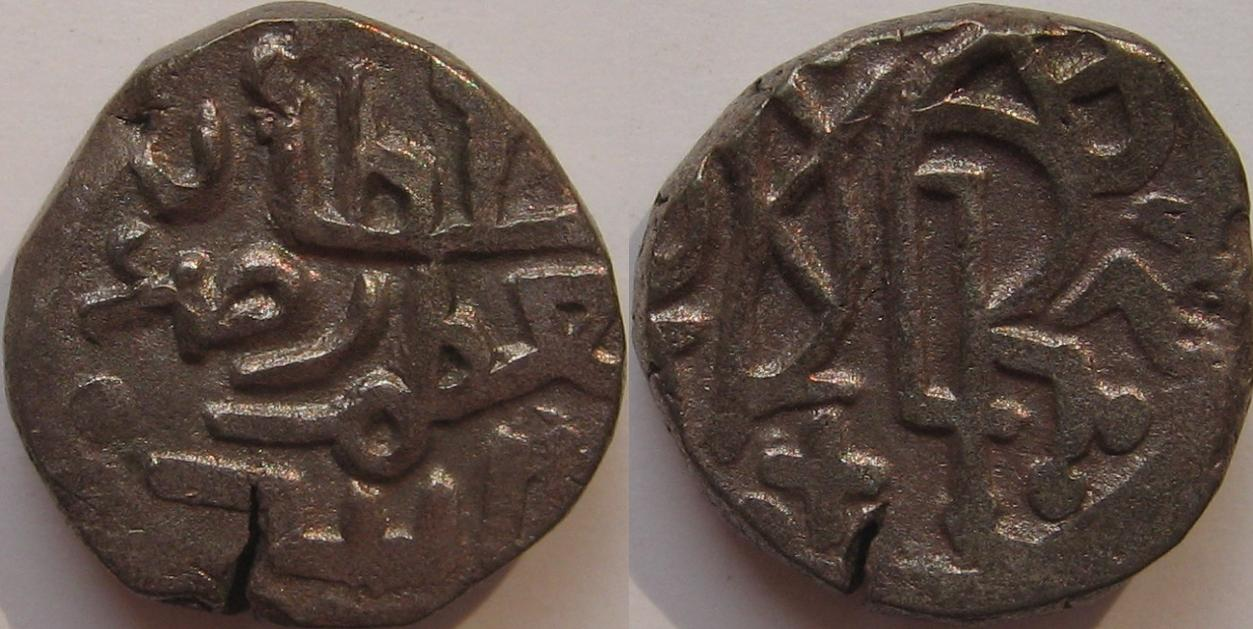
Billon jital coin of Razia

### 敗北と崩御
その後、ラズィーヤはデリーに向けて進軍し、同年10月12日にバフラーム・シャーを擁する反乱側のトルコ系の貴族と勇敢に戦ったが敗れた。

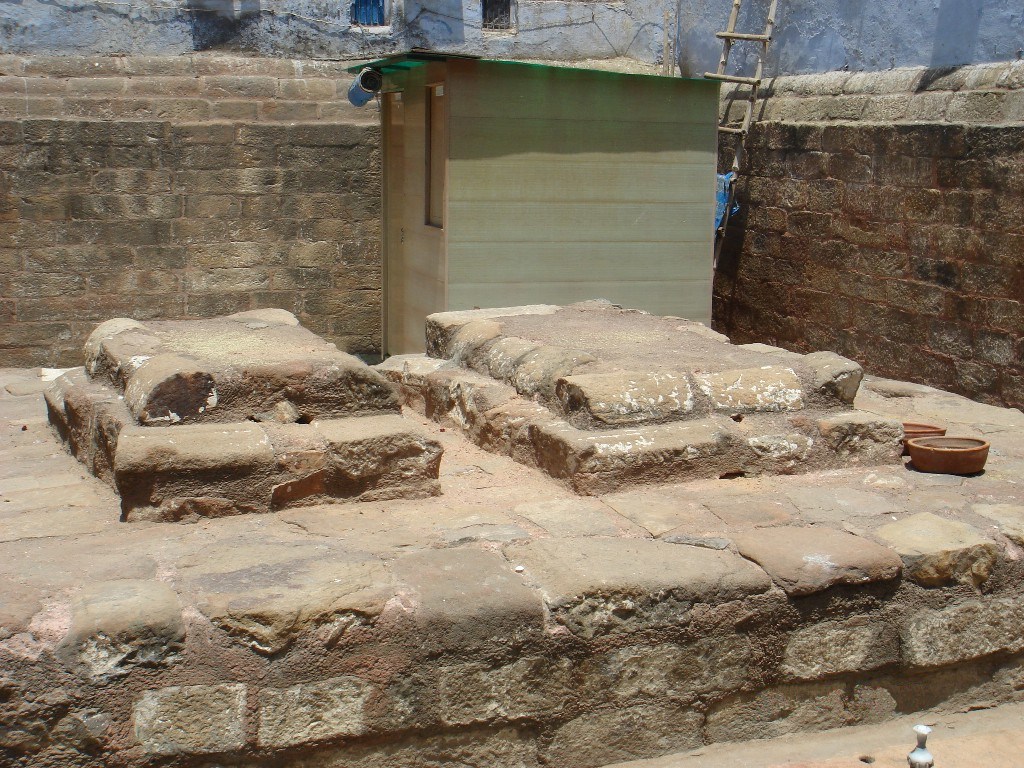
ラズィーヤの墓廟

結局、王座を奪還することはできず、ラズィーヤは戦場から逃げる途中、翌13日にジャートの農民に殺害された。イブン・バットゥータの記録を参考にすると、農民はその高価な衣服に目のくらんで殺害したのだという。男装のままだったため、彼らは当初遺体がラズィーヤだとは気づかなかったといわれる。
ラズィーヤの遺体は、妹のサズィーヤとともにオールド・デリーの目立たない片隅に葬られている。

## 史料
- イブン・バットゥータ『大旅行記』家島彦一訳第4巻、平凡社〈平凡社東洋文庫,1999年,ISBN 978-4582806595